# Melody Day
Melody Day (Hangul: 멜로디데이) foi um grupo sul-coreano formado em 2012 pela Viewga Entertainment. O grupo estreou oficialmente com o lançamento do álbum Another Parting em fevereiro de 2014. Ele é composto em quatro membros: Yeoeun, Chahee, Yein e Yoomin.O grupo deu disband dia 26 de dezembro de 2018.

## História

### 2012-2013: Pré-estreia e lançamentos
Melody Day iniciou suas atividades em 2012 como um trio composto por Yeoeun, Chahee e Yein. Fizeram a trilhas sonora de dramas como Bridal Mask, Cheongdam-dong Alice, Missing You, My Daughter Seo-young, The King of Dramas, I Can Hear Your Voice, Master's Sun, e Pretty Man.
Em 26 de junho de 2013, eles lançaram a balada "Loving Alone" como parte do álbum New Wave Studio Rookie, Vol. 1.

### 2014: Estreia com oAnother Parting e entrada de nova integrante
Melody Day estreou oficialmente, com o álbum Another Parting em 25 de fevereiro de 2014, com a faixa-título do mesmo nome. Seu MV contou com os atores Seo In-guk e Wang Ji-won. O grupo performou pela primeira vez  em programas musical no debut stage do Music Bank da KBS em 28 de fevereiro.
Mais tarde, Melody Day apareceu em singles digitais  de Changmin do 2AM "The Very Last First" lançado em 21 de maio e no de  Lee Jong-hyun, "To Tell You The Truth" lançado em 14 de agosto. O grupo também de se destacou com trilha sonora original do drama Fated to Love You  com o single "You're My Everything" , um remake de Jeff Bernat',  "Be The One".
Em outubro, foi introduzido no grupo uma nova integrante, Yoomin. O grupo lançou sua primeira música como um quarteto, "Listen to My Heart", para o drama Cantabile Tomorrow. No dia 12 de dezembro, Melody Day lançou seu primeiro single "Anxious", com Mad Clown.

### 2015-16:#LoveMe,Speed Up e Color

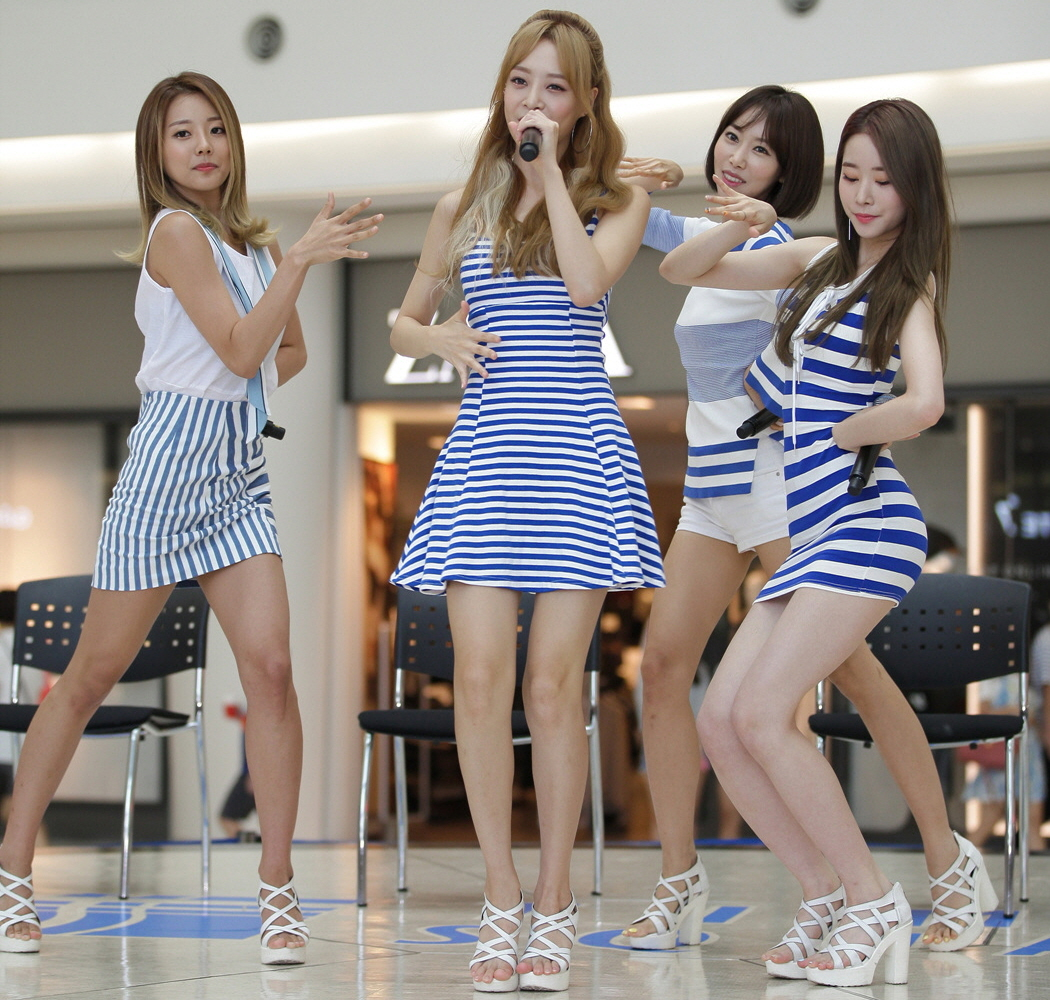
Melody Day, durante uma apresentação, no dia 21 de agosto de 2015.

O segundo single de Melody Day , #LoveMe,  foi lançada em 9 de junho de 2015. Quatro meses depois, em 7 de outubro, lançou seu terceiro single do álbum Speed Up, com o MV para a faixa-título do mesmo nome, estrelado por Jinyoung do GOT7.
Em 28 de dezembro Melody Day lançou seu segundo single digital, "When it rain", com Ravi, rapper do VIXX.
Melody Day lançou seu primeiro álbum completo, Colors  e sua faixa-título com o mesmo nome no dia 1 de julho de 2016. Em dezembro de 2016 Melody Day gravou para a trilha sonora original do web-drama First Seven Kisses. 

### 2017–presente: You Seem Busy e Kiss On The Lips
Melody Day lançou seu terceiro single digital You Seem Busy com o rapper do BTOB, Ilhoon,  em 24 de Janeiro de de 2017. A canção foi produzida por Polar Bear e sua letra foram escritas por JQ e Ilhoon.
No dia 8 de fevereiro, Viewga Entertainment anunciou o lançamento do segundo mini-álbum, Kiss On The Lips,  e sua faixa-título do mesmo nome, em 15 de fevereiro de 2017.

## Integrantes
| Melody Day     | Melody Day     | Melody Day         | Melody Day         | Melody Day                      | Melody Day          | Melody Day                                                    |
| Nome artístico | Nome artístico | Nome de nascimento | Nome de nascimento | Data de nascimento              | Local de nascimento | Posição no grupo                                              |
| Romanizado     | Hangul         | Romanizado         | Hangul             | Data de nascimento              | Local de nascimento | Posição no grupo                                              |
| -------------- | -------------- | ------------------ | ------------------ | ------------------------------- | ------------------- | ------------------------------------------------------------- |
| Yeoeun         | 여은           | Jung Jieun         | 정지은             | 25 de janeiro de 1990 (35 anos) | Coreia do Sul       | Líder e Vocalista Principal.                                  |
| Yoomin         | 유민           | Na Yoomin          | 나유민             | 29 de agosto de 1993 (31 anos)  | Coreia do Sul       | Rapper Principal, Dançarina Líder, Vocalista Guia e Visual.   |
| Yein           | 예인           | Ahn Yein           | 안예인             | 4 de maio de 1995 (29 anos)     | Coreia do Sul       | Dançarina Principal e Vocalista Líder.                        |
| Chahee         | 차희           | Park Sooyoung      | 박수영             | 24 de março de 1996 (28 anos)   | Coreia do Sul       | Vocalista Líder, Rapper Líder, Dançarina Guia, Face e Maknae. |

- Visual: Integrante mais bonito do grupo, eleito pela empresa.
- Face: Integrante que representa o grupo, geralmente é o mais popular.
- Maknae: Integrante mais novo do grupo.

## Discografia
Álbuns
| Título           | Detalhes do Álbum | Posição mais alta | Vendas         |
| Título           | Detalhes do Álbum | KOR               | Vendas         |
| ---------------- | --- | ----------------- | -------------- |
| Color            | - Lançamento: 1 de Julho de 2016 - Gravadorl: Viewga Entertainment, LOEN Entertainment - Formato: CD, digital download Lista de Músicas 1. Paint Your Love 2. Color (깔로) 3. Satellite 4. 널 느끼고 널 느끼며 U 5. 미워 미워 미워 Hate 6. 비가 내리면 When It Rains (feat. Ravi)             | 24                | - KOR: 858+    |
| Kiss On The Lips | - Lançamento:15 de fevereiro de 2017 - Gravadora: Cre.Ker Entertainment, LOEN Entertainment - Formato: CD, digital download Lista de Músicas 1. Kiss On The Lips 2. Mix & Match 3. Common Melody (흔한 멜로디) feat. JQ 4. Like U 5. Gift 6. You Seem Busy (바빠 보여요) feat. Ilhoon of BtoB | To be released    | To be released |

| Another Parting | - Lançamento: 25 de fevereiro de 2014 - Gravadora: Viewga Entertainment, LOEN Entertainment - Formato: CD, digital download Lista de Músicas 1. Heart in a Bottle 2. Another Parting 3. Heart in a Bottle (Instrumental) 4. Another Parting (Instrumental) | 30 |             |
| #LoveMe         | - Lançamento: 9 de junho de 2015 - Gravadora: Viewga Entertainment, Collabodadi, LOEN Entertainment - Formato: CD, digital download Lista de Músicas 1. #LoveMe 2. Oh, My Guy (feat. 장이정) 3. Anxious (feat. Mad Clown) 4. #LoveMe (Instrumental)        | 14 | - KOR: 987+ |
| Speed Up        | - Lançamento: October 7, 2015 - Gravadora: Viewga Entertainment, LOEN Entertainment - Formato: CD, digital download Lista de Músicas 1. Speed Up 2. Hallo 3. Want U Bag                                                                                    | 18 | - KOR: 980+ |

### Singles
| Título                                                                       | Ano  | Posição mais alta | Vendas         | Álbum                          |
| Título                                                                       | Ano  | KOR               | Vendas         | Álbum                          |
| ---------------------------------------------------------------------------- | ---- | ----------------- | -------------- | ------------------------------ |
| "Love Alone" (혼자하는 사랑)                                                 | 2013 | 87                |                | New Wave Studio Rookie, Vol. 1 |
| "Another Parting"                                                            | 2014 | —                 |                | Another Parting                |
| "Anxious" feat. Mad Clown                                                    | 2014 | 33                | - KOR: 78,107+ | #LoveMe                        |
| "#LoveMe"                                                                    | 2015 | —                 | - KOR: 17,359+ | #LoveMe                        |
| "Speed Up"                                                                   | 2015 | —                 |                | Speed Up                       |
| "When It Rains" (feat. VIXX's Ravi)                                          | 2015 | 41                | - KOR: 40,112+ | Color                          |
| "Color" (깔로)                                                               | 2016 | —                 | - KOR: 8,798+  | Color                          |
| "You Seem Busy" (feat. BtoB's Ilhoon)                                        | 2017 | —                 | - KOR: 14,740+ | Kiss On The Lips               |
| "Kiss On The Lips"                                                           | 2017 | To be released    | To be released | Kiss On The Lips               |
| "—" denotes releases that did not chart or were not released in that region. |      |                   |                |                                |

### Trilhas sonoras
| Ano  | Título                        | Membros         | Álbum                       |
| ---- | ----------------------------- | --------------- | --------------------------- |
| 2012 | "That One Word"               | Melody Day      | Bridal Mask OST             |
| 2012 | "Stop Hurting"                | Melody Day      | Cheongdam-dong Alice OST    |
| 2012 | "Magic Castle"                | Melody Day      | Missing You OST             |
| 2012 | "The Way To Say I Love You"   | Melody Day      | Golden Time OST             |
| 2012 | "Like Back Then"              | Melody Day      | My Daughter Seo-young OST   |
| 2012 | "All Looks Like You"          | Melody Day      | The King of Dramas OST      |
| 2013 | "Sweetly Lalala"              | Melody Day      | I Can Hear Your Voice OST   |
| 2013 | "All About"                   | Melody Day      | Master's Sun OST            |
| 2013 | "Only Me"                     | Yeoeun          | Marry Him If You Dare OST   |
| 2013 | "I Have a Person That I Love" | Melody Day      | Pretty Man OST              |
| 2013 | "Can You Feel Me"             | Melody Day      | Medical Top Team OST        |
| 2013 | "What To Do"                  | Melody Day      | 7th Grade Civil Servant OST |
| 2014 | "I'll Be Waiting"             | Melody Day      | Hotel King OST              |
| 2014 | "You're My Everything"        | Melody Day      | Fated to Love You OST       |
| 2014 | "Listen to My Heart"          | Melody Day      | Cantabile Tomorrow OST      |
| 2014 | "I Can't"                     | Chahee          | Cantabile Tomorrow OST      |
| 2015 | "Love"                        | Yeoeun          | Queen's Flower OST          |
| 2015 | "Whatever"                    | Yein            | You Will Love Me OST        |
| 2016 | "Let's Forget It"             | Yeoeun          | Reply 1988 OST              |
| 2016 | "Without You"                 | Yeoeun (with N) | W OST                       |
| 2016 | "Beautiful Day"               | Melody Day      | First Seven Kisses OST      |

### Colaborações
| Ano  | Canção                  | Membros   | Artista                |
| ---- | ----------------------- | --------- | ---------------------- |
| 2013 | "I Don't Know Women"    | MelodyDay | Boom                   |
| 2014 | "The Very Last First"   | MelodyDay | 2AM's Changmin         |
| 2014 | "To Tell You the Truth" | MelodyDay | CNBLUE's Lee Jong-hyun |
| 2015 | "Come To Me"            | Yeoeun    | Wheesung               |
| 2016 | "Walkak"                | Yeoeun    | Baechigi               |

## Videografia

### Music videos
| Ano  | Título                 | Notas                    |
| ---- | ---------------------- | ------------------------ |
| 2013 | "All About"            | Master's Sun OST         |
| 2014 | "Another Parting"      |                          |
| 2014 | "The Very Last First"  | featuring 2AM's Changmin |
| 2014 | "You're My Everything" | Fated to Love You OST    |
| 2014 | "Listen to My Heart"   | Cantabile Tomorrow OST   |
| 2014 | "Anxious"              | featuring Mad Clown      |
| 2015 | "#LoveMe"              |                          |
| 2015 | "Speed Up"             |                          |
| 2015 | "When It Rains"        | featuring VIXX's Ravi    |
| 2016 | Color                  |                          |
| 2017 | "You Seem Busy"        | featuring BTOB's Ilhoon  |
| 2017 | Kiss On The Lips       |                          |

### Aparição em MV's
| Ano  | Membro | Título             | Artista        |
| ---- | ------ | ------------------ | -------------- |
| 2014 | Yoomin | Falling In Love    | Zia            |
| 2014 | Yoomin | Always Be With You | Yoon Hyun-sang |
| 2016 | Yeoeun | Walkak             | Baechigi       |

## Televisão
| Ano  | Título                           | Rede | Membro(s) | Nota       |
| ---- | -------------------------------- | ---- | --------- | ---------- |
| 2014 | King of High School Life Conduct | tvN  | Yein      | Lee Bit-na |

## Prêmios e indicações
| Ano  | Prêmio                           | Categoria                    | Candidato         | Resultado |
| ---- | -------------------------------- | ---------------------------- | ----------------- | --------- |
| 2013 | Seoul International Drama Awards | Outstanding Korean Drama OST | "Like Back Then"  | Indicado  |
| 2014 | MelOn Music Awards               | Best M/V                     | "Another Parting" | Venceu    |